# Вистемпи
Вистемпи (пол. Występy) — село в Польщі, у гміні Красоцин Влощовського повіту Свентокшиського воєводства.
Населення — 501 особа (2011).
У 1975-1998 роках село належало до Келецького воєводства.

## Демографія
Демографічна структура на день 31 березня 2011 року:
|          | Загалом | Допрацездатний вік | Працездатний вік | Постпрацездатний вік |
| -------- | ------- | ------------------ | ---------------- | -------------------- |
| Чоловіки | 258     | 61                 | 165              | 32                   |
| Жінки    | 243     | 44                 | 154              | 45                   |
| Разом    | 501     | 105                | 319              | 77                   |